# بیستون، ناتینگهام‌شر
بیستون، ناتینگهام‌شر (به انگلیسی: Beeston) یک شهرک در بریتانیا است که در انگلستان واقع شده‌است. بیستون، ناتینگهام‌شر ۳۷٬۰۱۰ نفر جمعیت دارد.